# Xian Yifang
Pour les articles homonymes, voir Xian.
Dans ce nom chinois, le nom de famille, Xian, précède le nom personnel Yifang.
Xian Yifang en France Yi-Fang XIAN, née le 20 août 1977 à Baoding, est une pongiste de l'équipe nationale française, d'origine chinoise.

## Biographie
Xian Yifang est née de la ville de Baoding, dans la province du Hebei, à une centaine de kilomètres au sud - sud-ouest de Pékin. 
Elle est fille unique, son père est ingénieur dans l'automobile et sa mère dirige une agence immobilière. 
Elle arrive en France en 1997, réussit le DALF (diplôme approfondi de langue française). Elle obtient la nationalité française par décret  en avril 2005 et intègre l'équipe de France l'année suivante.  
À Brême, en 2006, elle signe avec Carole Grundisch et Sarah Hanffou un coup d'éclat : une victoire inespérée face aux vice-championnes du monde de Hong-Kong.
Elle évolue dans plusieurs clubs de l'Hexagone avant d'être sacrée championne de France avec son club de Grand-Quevilly en 2007. Elle est championne de France individuelle en 2008.
Blessée en 2009 et opérée du coude en 2010, l'arrêt a duré quasiment un an et demi, Xian Yi Fang a failli mettre un terme à sa carrière. Elle rejoint cependant le club d'Étival-Clairefontaine dans les Vosges pour disputer le championnat de France de pro-B, obtient son diplôme d'entraîneur DESJPES et s'accroche pour finalement revenir à un excellent niveau.
Lors des championnats d'Europe 2012 en individuel, à Herning au Danemark, elle obtient la médaille d'argent, battue seulement par la Biélorusse Viktoria Pavlovich en finale. C'est la première fois de l'histoire que l'équipe de France féminine obtient une médaille individuelle lors d'un Championnat d'Europe.
En novembre 2012, elle est classée numéro 1 en France et 47e mondiale.

## Jeux olympiques
Elle a été la seule à représenter la France en 2008, aux Jeux olympiques de Pékin, atteignant le second tour des compétitions féminines.
En 2012, elle représente la France aux Jeux olympiques  de Londres, ne cédant qu'au troisième tour en battant la numéro 19 mondial Ri Myong Sun (Corée du Nord)- la première fois de l'histoire pour l'équipe de France - face à la Singapourienne Wang Yuegu, 11e mondiale.